# Émission de neutron

Différents modes de désintégration radioactive : radioactivités α, β– et β+, capture électronique ε, émission de neutron n et émission de proton p.

Rayonnement neutronique
L'émission de neutron est la réaction (radioactive) par laquelle un isotope (instable) perd (spontanément) un neutron, le nombre de masse diminue de un et le numéro atomique est conservé. Par exemple 4H se transforme en 3H. Le rayonnement neutronique est une forme de rayonnement ionisant qui consiste en ces neutrons libres, qui résulte de la fusion ou fission nucléaires.
Certains nucléides particulièrement riches en neutrons se décomposent en émettant plusieurs neutrons. C'est par exemple le cas de 27O et 28O, qui se décomposent en 24O en émettant respectivement trois et quatre neutrons.

## Découverte
James Chadwick (un étudiant de Ernest Rutherford) découvrit le rayonnement neutronique, autour de 1932, grâce à l'observation d'un noyau de béryllium réagissant avec une particule alpha, ainsi se transformant en un noyau de carbone accompagné par l'émission d'un neutron : Be(α, n)C.

## Sources
L'émission de neutrons peut se produire lors de la fusion ou la fission nucléaire, ou à la suite de diverses réactions dans les noyaux telles que la désintégration nucléaire ou l'interaction avec des particules (ex. : les rayons cosmiques). Rares sont les grosses sources de neutrons, elles se limitent en général aux réacteurs nucléaires ou aux accélérateurs de particules.

### Fission nucléaire
L'émission de neutrons se rencontre principalement dans les réactions de fission nucléaire :
- la fission d'un noyau lourd produit généralement deux fragments de poids atomique variable, les « produits de fission », et quelques neutrons, les « neutrons prompts » ;
- les produits de fission issus de cette réaction ont pratiquement toujours un excès de neutrons. Ils le perdent le plus souvent par désintégration β-, mais parfois par émission directe de neutrons, conduisant à la formation de « neutrons retardés ».

### Fusion nucléaire
L'émission de neutrons se rencontre également dans deux des quatre principales réactions de fusion nucléaire :
- deutérium + deutérium → (hélium 3 + 0,82 MeV) + (neutron + 2,45 MeV) ;
- deutérium + deutérium → (tritium + 1,01 MeV) + (proton + 3,03 MeV) ;
- deutérium + tritium → (hélium 4 + 3,52 MeV) + (neutron + 14,06 MeV) ;
- deutérium + hélium 3 → (hélium 4 + 3,67 MeV) + (proton + 14,67 MeV).

## Utilisations
Le rayonnement neutronique sert fréquemment aux expériences de diffusion et diffraction afin d'évaluer les propriétés et la structure de matériaux dans les domaines de la cristallographie, la physique de la matière condensée, la biologie, la chimie du solide, la science des matériaux, la géologie, la minéralogie et des sciences du même ordre. On se sert dans certains établissements des émissions de neutrons pour guérir les tumeurs cancéreuses grâce à sa nature hautement pénétrante et destructrice. Le rayonnement neutronique peut aussi jouer un rôle dans l'imagerie des pièces industrielles. On voit également son utilisation dans l'industrie nucléaire, spatiale, aérospatiale et des explosifs.

## Ionisation
Le rayonnement neutronique n'ionise pas les atomes de la même façon que les particules chargées telles que les protons et les électrons, puisque les neutrons sont démunis de charge. En conséquence, ils sont plus pénétrants que les rayonnements alpha ou beta, et dans certains cas plus pénétrants que le rayonnement gamma, dont le chemin est entravé dans la matière ayant un numéro atomique élevé. Dans les matériaux de numéro atomique faible tels que l'hydrogène, un rayon gamma de basse énergie peut être plus pénétrant qu'un neutron.

## Risques pour la santé
La radioprotection considère l'émission de neutrons comme un quatrième risque rayonneur à côté des formes alpha, bêta et gamma. Un de ses dangers est l'activation neutronique, où un neutron émis est capable de provoquer la radioactivité chez la plupart des matériaux qu'il heurte, y compris les tissus corporels des ouvriers eux-mêmes. Cela survient lors de la capture des neutrons par les noyaux atomiques, qui se transforment en d'autre nucléides, souvent des radioisotopes (noyaux rayonneurs). Ce processus représente beaucoup des matériaux radioactifs lâchés par l'éclatement d'une arme nucléaire. Il représente également un problème aux installations de fission ou fusion nucléaires, parce qu'il rend les appareils progressivement radioactifs, nécessitant leur remplacement et retraitement en tant que déchets nucléaires de faible activité.
La protection contre les neutrons émis dépend du blindage. Par rapport au rayonnement ionisant conventionnel à base de photons ou particules chargées, les neutrons rebondissent à plusieurs reprises, absorbés lentement par des noyaux légers. Ainsi, il faut une masse importante d'un matériau riche en hydrogène pour les arrêter. Les neutrons traversent sans difficulté la plupart des matières, tout en interagissant suffisamment pour provoquer des dégâts biologiques. À cause de l'énergie cinétique élevée des neutrons, on considère ce rayonnement le plus grave et dangereux qu'il y ait. Les matériaux les plus efficaces sont l'eau, le polyéthylène, la paraffine, la cire ou le béton, où un nombre considérable de molécules d'eau est lié au ciment. Les atomes légers aident à ralentir les neutrons grâce à la diffusion élastique, afin qu'ils soient absorbés par des réactions de noyaux. Cependant, de telles réactions dégagent souvent un rayonnement gamma en tant que sous-produit, d'où l'importance de blindage additionnel pour absorber ce dernier.
Parce que les neutrons qui heurtent le noyau d'hydrogène (proton ou deutéron) communiquent de l'énergie à ce noyau-là, ces derniers s'échapperont de leurs liaisons chimiques et se déplaceront une petite distance avant de s'arrêter. Ces protons et deutérons ont une valeur élevée de transfert linéaire d'énergie, et sont à la suite arrêtés par l'ionisation de la matière par laquelle ils passent. Donc dans le tissu vivant, les neutrons sont biologiquement destructeurs, environ dix fois plus cancérigènes que des photons ou rayonnements bêta du même niveau d'enrayonnement.
Chez l'Homme et les mammifères, les deux premiers troubles radio-induits par une exposition aiguë à un rayonnement neutronique sont une réaction inflammatoire presque immédiate (largage précoce de cytokines pro-inflammatoires dans le sang) et aiguë, et une hémostase, induites par l'aplasie (arrêt du développement de tout ou partie des tissus et/ou d'organes) ensuite aggravée par des troubles de la coagulation (syndrome hémorragique, qui dégradent le pronostic vital du sujet irradié).

## Effets sur les matériaux
Les neutrons dégradent également les matériaux ; le pilonnage de matériaux par des neutrons provoque des collisions en cascade qui engendrent des défauts ponctuels et des dislocations dans les matériaux. Un flux important de neutrons peut fragiliser ou faire gonfler des métaux et d'autres matières.
Ceci constitue un problème pour les cuves des réacteurs nucléaires, et limite considérablement leur durée de vie (prolongeable par un recuit graduel du vaisseau, qui sert à réduire le nombre de dislocations accumulées). Les modérateurs en graphite sont particulièrement sensibles à cet effet, connu sous le nom d'« effet Wigner » et ont besoin d'un recuit annuel.

## Rôle dans la fission nucléaire
On classe les neutrons dans les réacteurs comme des neutrons lents ou rapides, selon leurs énergies. Les neutrons lents (thermiques) ressemblent à un gaz dans un équilibre thermodynamique mais facilement capturés par des noyaux atomiques et représentent les moyens principaux par lesquels les éléments connaissent une mue atomique.
Afin de parvenir à une réaction de fission en chaîne efficace, les neutrons produits pendant la fission doivent être captés par des noyaux fissiles, ces derniers se fêlant et dégageant encore de neutrons. La plupart de réacteurs à fission ne sont pas munis d'un combustible nucléaire suffisamment enrichis pour absorber assez de neutrons rapides pour continuer la réaction en chaîne, et donc on doit mettre en place des modérateurs pour ralentir ces neutrons rapides à une vitesse thermique apte à leur absorption. Les modérateurs les plus courants sont en graphite, en eau normale ou en eau lourde. Quelques réacteurs (ceux à neutrons rapides) et toutes les armes nucléaires dépendent des neutrons rapides. Ceci nécessite certaines modifications de conception et de combustible. L'élément béryllium s'y prête remarquablement grâce à son rôle de lentille ou réflecteur de neutrons, réduisant la quantité de matière fissile nécessaire et représente un développement technique essentiel à la création de la bombe à neutrons.